# Satellite Award de la meilleure actrice dans une série télévisée dramatique

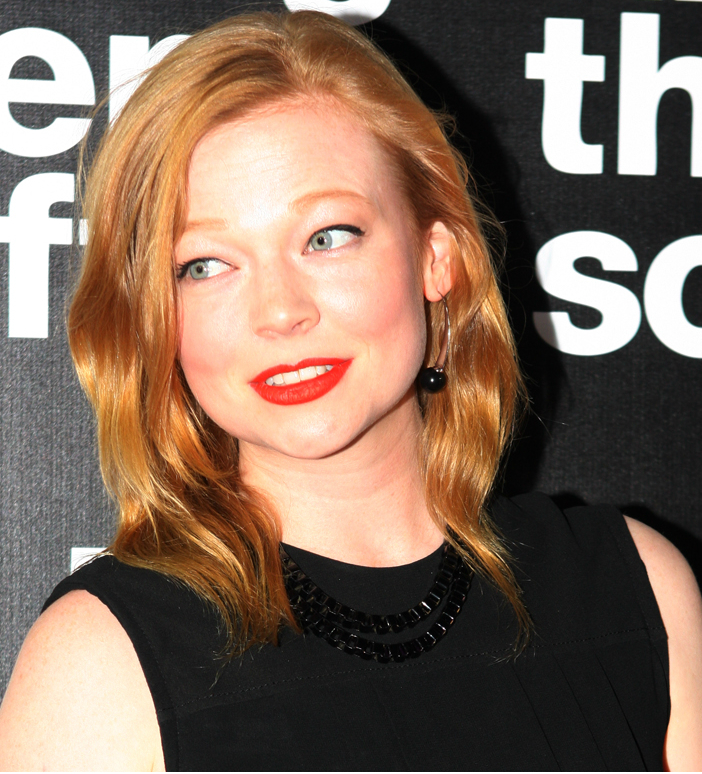
Sarah Snook, lauréate du Satellite Award de la meilleure actrice dans une série télévisée dramatique en 2022

Le Satellite Award de la meilleure actrice dans une série télévisée dramatique (Satellite Award for Best Actress – Television Series Drama) est une distinction de la télévision américaine décernée par The International Press Academy depuis 1997.

## Palmarès
Note : les gagnants sont indiqués en gras.

### Années 1990
- 1997 : Christine Lahti pour le rôle de Kathryn Austin dans La Vie à tout prix (Chicago Hope)
  - Gillian Anderson pour le rôle de Dana Scully dans X-Files : Aux frontières du réel (X-Files)
  - Kim Delaney pour le rôle de Diane Russell dans New York Police Blues (NYPD Blue)
  - Julianna Margulies pour le rôle de Carol Hathaway dans Urgences (ER)
  - Kimberly Williams pour le rôle d'Isabel Lukens dans Relativity

- 1998 : Kate Mulgrew pour le rôle de Kathryn Janeway dans Star Trek: Voyager
  - Gillian Anderson pour le rôle de Dana Scully dans X-Files : Aux frontières du réel (X-Files)
  - Kim Delaney pour le rôle de Diane Russell dans New York Police Blues (NYPD Blue)
  - Julianna Margulies pour le rôle de Carol Hathaway dans Urgences (ER)
  - Ally Walker pour le rôle de Samantha « Sam » Waters dans Profiler

- 1999 : Jeri Ryan pour le rôle de Seven of Nine dans Star Trek: Voyager
  - Gillian Anderson pour le rôle de Dana Scully dans X-Files : Aux frontières du réel (X-Files)
  - Sharon Lawrence pour le rôle de Sylvia Costas dans New York Police Blues (NYPD Blue)
  - Rita Moreno pour le rôle de Peter Marie Reimondo dans Oz
  - Andrea Parker pour le rôle de Catherine Parker dans Le Caméléon (The Pretender)

### Années 2000
- 2000 : Camryn Manheim pour le rôle d'Ellenor Frutt dans The Practice : Bobby Donnell et Associés (The Practice)
  - Lorraine Bracco pour le rôle du Dr Jennifer Melfi dans Les Soprano (The Sopranos)
  - Edie Falco pour le rôle de Carmela Soprano dans Les Soprano (The Sopranos)
  - Mariska Hargitay pour le rôle d'Olivia Benson dans New York, unité spéciale (Law & Order: Special Victims Unit)
  - Kelli Williams pour le rôle de Lindsay Dole dans The Practice : Bobby Donnell et Associés (The Practice)

- 2001 : Allison Janney pour le rôle de C.J. Cregg dans À la Maison-Blanche (The West Wing)
  - Gillian Anderson pour le rôle de Dana Scully dans X-Files : Aux frontières du réel (X-Files)
  - Tyne Daly pour le rôle de Maxine McCarty Gray dans Amy
  - Edie Falco pour le rôle de Carmela Soprano dans Les Soprano (The Sopranos)
  - Sela Ward pour le rôle d'Elizabeth Manning dans Deuxième chance (Once and Again)

- 2002 : Edie Falco pour le rôle de Carmela Soprano dans Les Soprano (The Sopranos)
  - Amy Brenneman pour le rôle d'Amy Madison Gra dans Amy
  - Kim Delaney pour le rôle de Kathleen Maguire dans Philly
  - Marg Helgenberger pour le rôle deCatherine Willows dans Les Experts (CSI)
  - Sela Ward pour le rôle d'Elizabeth Manning dans Deuxième chance (Once and Again)

- 2003 : CCH Pounder pour le rôle de Claudette Wyms dans The Shield
  - Jennifer Garner pour le rôle de Sydney Bristow dans Alias
  - Sarah Michelle Gellar pour le rôle de Buffy Summers dans Buffy contre les vampires (Buffy the Vampire Slayer)
  - Allison Janney pour le rôle de C.J. Cregg dans À la Maison-Blanche (The West Wing)
  - Maura Tierney pour le rôle du Dr Abby Lockhart dans Urgences

- 2004 : CCH Pounder pour le rôle de Claudette Wyms dans The Shield
  - Jennifer Garner pour le rôle de Sydney Bristow dans Alias
  - Amy Madigan pour le rôle de Iris Crowe dans La Caravane de l'étrange (Carnivàle)
  - Ellen Muth pour le rôle de Georgia « George » Lass dans Dead Like Me
  - Joely Richardson pour le rôle de Julia McNamara dans Nip/Tuck
  - Amber Tamblyn pour le rôle de Joan Girardi dans Le Monde de Joan (Joan of Arcadia)

- 2005 (janvier) : Laurel Holloman pour le rôle de Tina Kennard dans The L Word
  - Jennifer Garner pour le rôle de Sydney Bristow dans Alias
  - Evangeline Lilly pour le rôle de Kate Austen dans Lost : Les Disparus (Lost)
  - Joely Richardson pour le rôle de Julia McNamara dans Nip/Tuck
  - Amber Tamblyn pour le rôle de Joan Girardi dans Le Monde de Joan (Joan of Arcadia)

- 2005 (décembre) : Kyra Sedgwick pour le rôle de Brenda Leigh Johnson dans The Closer : L.A. enquêtes prioritaires (The Closer)
  - Patricia Arquette pour le rôle d'Allison Dubois dans Médium
  - Jennifer Beals pour le rôle de Bette Porter dans The L Word
  - Kristen Bell pour le rôle de Veronica Mars dans Veronica Mars
  - Geena Davis pour le rôle de Mackenzie Allen dans Commander in Chief
  - Joely Richardson pour le rôle de Julia McNamara dans Nip/Tuck

- 2006 : Kyra Sedgwick pour le rôle de Brenda Leigh Johnson dans The Closer : L.A. enquêtes prioritaires (The Closer)
  - Kristen Bell pour le rôle de Veronica Mars dans Veronica Mars
  - Emily Deschanel pour le rôle de Temperance « Bones » Brennan dans Bones
  - Sarah Paulson pour le rôle de Harriet Hayes dans Studio 60 on the Sunset Strip
  - Amanda Peet pour le rôle de Jordan McDeere dans Studio 60 on the Sunset Strip
  - Jeanne Tripplehorn pour le rôle de Barbara Henrickson dans Big Love

- 2007 : Ellen Pompeo pour le rôle du Dr Meredith Grey dans Grey's Anatomy
  - Glenn Close pour le rôle de Patricia « Patty » Hewes dans Damages
  - Minnie Driver pour le rôle de Dahlia Malloy dans The Riches
  - Sally Field pour le rôle de Nora Walker dans Brothers and Sisters
  - Kyra Sedgwick pour le rôle de Brenda Leigh Johnson dans The Closer : L.A. enquêtes prioritaires (The Closer)
  - Jeanne Tripplehorn pour le rôle de Barbara Henrickson dans Big Love

- 2008 : Anna Paquin pour le rôle de Sookie Stackhouse dans True Blood
  - Glenn Close pour le rôle de Patricia « Patty » Hewes dans Damages
  - Kathryn Erbe pour le rôle d'Alexandra Eames dans New York, section criminelle (Law & Order: Criminal Intent)
  - Holly Hunter pour le rôle de Grace Hanadarko dans Saving Grace
  - Sally Field pour le rôle de Nora Walker dans Brothers and Sisters
  - Kyra Sedgwick pour le rôle de Brenda Leigh Johnson dans The Closer : L.A. enquêtes prioritaires (The Closer)

- 2009 : Glenn Close pour le rôle de Patricia "Patty" Hewes dans Damages
  - Julianna Margulies pour le rôle d'Alicia Florrick dans The Good Wife
  - Jill Scott pour le rôle d'Alicia Florrick dans L'Agence N°1 des dames détectives (The No. 1 Ladies' Detective Agency)
  - Stana Katic pour le rôle de Kate Beckett dans Castle
  - Elisabeth Moss pour le rôle de Peggy Olsen dans Mad Men

### Années 2010
- 2010 : Connie Britton pour le rôle de Tami Taylor dans Friday Night Lights
  - January Jones pour le rôle de Betty Draper dans Mad Men
  - Julianna Margulies pour le rôle d'Alicia Florrick dans The Good Wife
  - Anna Paquin pour le rôle de Sookie Stackhouse dans True Blood
  - Katey Sagal pour le rôle de Gemma Teller-Morrow dans Sons of Anarchy

- 2011 : Claire Danes pour le rôle de Carrie Mathison dans Homeland
  - Connie Britton pour le rôle de Tami Taylor dans Friday Night Lights
  - Mireille Enos pour le rôle de Sarah Linden dans The Killing
  - Julianna Margulies pour le rôle d'Alicia Florrick dans The Good Wife
  - Katey Sagal pour le rôle de Gemma Teller Morrow dans Sons of Anarchy
  - Eve Myles pour le rôle de Gwen Cooper dans Torchwood

- 2012[1] : Claire Danes pour le rôle de Carrie Mathison dans Homeland
  - Connie Britton pour le rôle de Rayna James dans Nashville
  - Michelle Dockery pour le rôle de Lady Mary Crawley dans Downton Abbey
  - Julianna Margulies pour le rôle d'Alicia Florrick dans The Good Wife
  - Hayden Panettiere pour le rôle de Juliette Barnes dans Nashville
  - Chloë Sevigny pour le rôle de Mia dans Hit and Miss

- 2014 : Robin Wright pour le rôle de Claire Underwood dans House of Cards
  - Lizzy Caplan pour le rôle de Virginia Johnson dans Masters of Sex
  - Olivia Colman pour le rôle du DS Ellie Miller dans Broadchurch
  - Vera Farmiga pour le rôle de Norma Bates dans Bates Motel
  - Tatiana Maslany pour le rôle de Sarah et ses doubles dans Orphan Black
  - Anne Reid pour le rôle de Celia Dawson dans Last Tango in Halifax
  - Keri Russell pour le rôle de Elizabeth Jennings / Nadezhda dans The Americans
  - Abigail Spencer pour le rôle d'Amantha Holden dans Rectify

- 2015 : Keri Russell pour le rôle d'Elizabeth Jennings dans The Americans
  - Gillian Anderson pour le rôle de Stella Gibson dans The Fall
  - Lizzy Caplan pour le rôle de Virginia E. Johnson dans Masters of Sex
  - Eva Green pour le rôle de Vanessa Ives dans Penny Dreadful
  - Tatiana Maslany pour le rôle de Sarah et ses doubles dans Orphan Black
  - Julianna Margulies pour le rôle d'Alicia Florrick dans The Good Wife
  - Ruth Wilson pour le rôle d'Alison Lockhart dans The Affair
  - Robin Wright pour le rôle de Claire Underwood dans House of Cards

- 2016 : Claire Danes pour le rôle de Carrie Mathison dans Homeland
  - Kirsten Dunst pour le rôle de Peggy Blomquist dans Fargo
  - Lady Gaga pour le rôle de La Comtesse / Elizabeth Johnson dans American Horror Story : Hotel
  - Taraji P. Henson pour le rôle de Cookie Lyon dans Empire
  - Felicity Huffman pour le rôle de Barbara Hanlon dans American Crime
  - Tatiana Maslany pour le rôle de Sarah et ses doubles dans Orphan Black
  - Robin Wright pour le rôle de Claire Underwood dans House of Cards

- 2017 : Evan Rachel Wood pour le rôle de Dolores Abernathy dans Westworld
  - Felicity Huffman pour le rôle de Leslie Graham dans American Crime
  - Sarah Lancashire pour le rôle du Sgt. Catherine Cawood dans  Happy Valley
  - Tatiana Maslany pour le rôle de Sarah et ses doubles dans Orphan Black
  - Winona Ryder pour le rôle de Joyce Byers dans Stranger Things
  - Ruth Wilson pour le rôle d'Alison Lockhart The Affair

- 2018 : Elisabeth Moss pour le rôle de Defred / June Osborne dans The Handmaid's Tale : La Servante écarlate
  - Caitriona Balfe pour le rôle de Claire Fraser dans Outlander
  - Carrie Coon pour le rôle de Nora Durst dans The Leftovers
  - Maggie Gyllenhaal pour le rôle d'Eileen "Candy" Merell dans The Deuce
  - Katherine Langford pour le rôle de Hannah Baker dans 13 Reasons Why
  - Ruth Wilson pour le rôle d'Alison Lockart dans The Affair

- 2019 : Julia Roberts – Homecoming
  - Elisabeth Moss – The Handmaid's Tale
  - Sandra Oh – Killing Eve
  - Keri Russell – The Americans
  - Jodie Whittaker – Doctor Who

### Années 2020
- 2020 : Zendaya pour le rôle de Rue Bennett dans Euphoria
  - Olivia Colman pour le rôle d'Élisabeth II dans The Crown
  - Jodie Comer pour le rôle de Villanelle / Oksana Astankova dans Killing Eve
  - Regina King pour le rôle d'Angela Abar / Sœur Nuit dans Watchmen
  - Sandra Oh pour le rôle d'Eve Polastri dans Killing Eve
  - Maggie Siff pour le rôle de Wendy Rhoades dans Billions

- 2021 : Olivia Colman dans The Crown 
  - Caitriona Balfe dans Outlander
  - Phoebe Dynevor dans La Chronique des Bridgerton
  - Laura Linney dans Ozark
  - Sandra Oh dans Killing Eve
  - Maggie Siff dans Billions

- 2022 : Sarah Snook dans Succession (HBO)
  - Beanie Feldstein dans American Crime Story: Impeachment  (FX)
  - Nicole Kidman dans Nine Perfect Strangers (Hulu)
  - Kelly Macdonald dans Line of Duty as Joanne Davidson (BBC One)
  - Elisabeth Moss dans The Handmaid's Tale : La Servante écarlate (Hulu)

- 2023 : Elisabeth Moss pour The Handmaid's Tale : La Servante écarlate
  - Carrie Coon pour The Gilded Age
  - Laura Linney pour Ozark
  - Rhea Seehorn pour Better Call Saul
  - Sissy Spacek pour Vers les étoiles
  - Zendaya pour Euphoria

- 2024 : Helen Mirren – 1923
  - Rebecca Ferguson – Silo
  - Melanie Lynskey – Yellowjackets
  - Bella Ramsey – The Last of Us
  - Sarah Snook – Succession
  - Imelda Staunton – The Crown

- 2025 : Kathy Bates – Matlock (en)
  - Carrie Coon – The Gilded Age
  - Maya Erskine – Mr. & Mrs. Smith
  - Keri Russell – La Diplomate
  - Anna Sawai – Shōgun
  - Imelda Staunton – The Crown